# 호앙투이린
호앙투이린(베트남어: Hoàng Thùy Linh, 1988년 8월 11일~)은 베트남에서 활동하는 가수이자 배우이다. 2022년 '시 띤'이라는 싱글을 발매해 전세계에 큰 이름을 알렸다.

## 내력
1988년 8월 11일, 베트남 하노이에서 태어났고, 이후 2007년 데뷔했고, 2022년 '시 띤'이라는 싱글을 발매했고, 이를 전세계에 이름을 알렸다.